# چیدیوک
چیدیوک (به انگلیسی: Chideock) یک روستا و محله مدنی در بریتانیا است که در West Dorset واقع شده‌است. چیدیوک ۵۵۰ نفر جمعیت دارد.